# Irhuleni

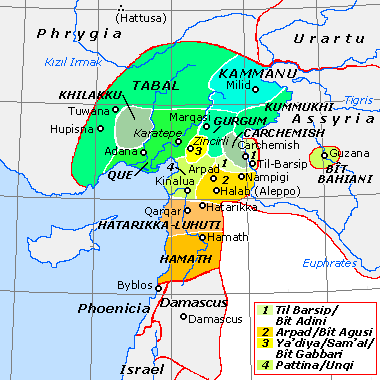
Mapa starożytnej Syrii ok. 800 r. p.n.e. z zaznaczonym położeniem królestwa Hamat

Irhuleni, Urhilina – władca aramejskiego królestwa Hamat, współczesny asyryjskiemu królowi Salmanasarowi III (858-824 p.n.e.), znany ze źródeł asyryjskich i z własnych hieroglificznych inskrypcji w języku luwijskim.

## Imię
Imię tego władcy w transliteracji z pisma klinowego zapisywane jest mir/ur-hi/hu-le(-e)-ni/na (Irhuleni), natomiast w transliteracji z luwijskiego pisma hieroglificznego u+ra/i-hi-li-na- (Urhilina). Przez niektórych badaczy imię to uważane jest za huryckie.

## Panowanie
Po raz pierwszy Irhuleni wzmiankowany jest w inskrypcjach Salmanasara III dotyczących jego najazdu na królestwo Hamat w 853 r. p.n.e. W obliczu zagrożenia Irhuleni zawarł antyasyryjski sojusz z innymi ówczesnymi władcami Syro-Palestyny, w tym z Ben-Hadadem II z królestwa Damaszku i Achabem z północnego królestwa Izraela. Połączonym wojskom sojuszniczym udało się powstrzymać armię asyryjską w bitwie pod Karkar w 853 r. p.n.e. W latach 849, 848 i 845 p.n.e. Salmanasar III podejmował kolejne próby zajęcia Syro-Palestyny, za każdym razem napotykając jednak na opór ze strony Irhuleniego i sprzymierzonych z nim królów. Dopiero śmierć Ben-Hadada II, zamordowanego przez Hazaela, doprowadziła do rozpadu koalicji. Gdy w 841 r. p.n.e. Salmanasar III najechał rządzone teraz przez Hazaela królestwo Damaszku, Irhuleni nie udzielił Hazaelowi poparcia, wybierając sojusz z Asyrią.
W trakcie wykopalisk w asyryjskiej stolicy Kalchu odnaleziono naczynia wotywne z umieszczonym na nich imieniem Irhuleniego zapisanym luwijskimi hieroglifami. Inne hieroglificzne inskrypcje tego władcy odnalezione w Syrii dotyczą jego działalności budowlanej. Nosi on w nich tytuł „króla Hamatejczyków”. Jako ojca Irhuleniego inskrypcje te wymieniają Paratasa, a jako jego syna Uratamisa. Z inskrypcji tego ostatniego wiemy, iż przejął on władzę w Hamat po śmierci Irhuleniego.